# Pedriceña
Pedriceña es una localidad del estado mexicano de Durango. Es parte del municipio de Cuencamé.

## Demografía
| Gráfica de evolución demográfica |
|                                  |

| Censo | Población |
| ----- | --------- |
| 1900  | 1 070     |
| 1910  | 974       |
| 1921  | 1 123     |
| 1930  | 349       |
| 1940  | 678       |
| 1950  | 1 291     |
| 1960  | 1 145     |
| 1970  | 1 466     |
| 1980  | 1 484     |
| 1990  | 1 692     |
| 2000  | 1 694     |
| 2010  | 1 765     |
| 2020  | 2 117     |